# Assemblée constituante de Géorgie
L'Assemblée constituante de Géorgie (en géorgien : საქართველოს დამფუძნებელი კრება, sak'art'velos dam'oudznebeli kreba) est une législature de la République démocratique de Géorgie, élue en février 1919 afin de permettre la ratification de l'Acte de l'indépendance de la Géorgie et d'élaborer une Constitution. Elle reste active jusqu'au 16 mars 1921, date de la fin de l'invasion du territoire géorgien par l'Armée rouge de la Russie soviétique, après avoir pris soin de se rebaptiser en Parlement.

## Élection
Après la révolution russe de 1917, la Géorgie a fait d'abord partie du Haut-Commissariat de la Transcaucasie créé le 15 novembre 1917 par le gouvernement provisoire russe, puis s'est intègrée à la République démocratique fédérative de Transcaucasie le 22 avril 1918, avant de restaurer son indépendance le 26 mai 1918. À cette date, le Conseil national géorgien adopte à l'unanimité l'Acte de l'indépendance de la Géorgie et se déclare assemblée parlementaire géorgienne. Ses membres sont les députés élus sur le territoire géorgien lors des élections constituantes russes de novembre 1917; ils désignent pour président Nicolas Tcheidze, ancien président de l'assemblée parlementaire transcaucasienne, à l'origine de la République démocratique fédérative de Transcaucasie. Un premier gouvernement, présidé par Noé Ramichvili est nommé, les préparatifs aux élections d'une assemblée constituante sont lancés.

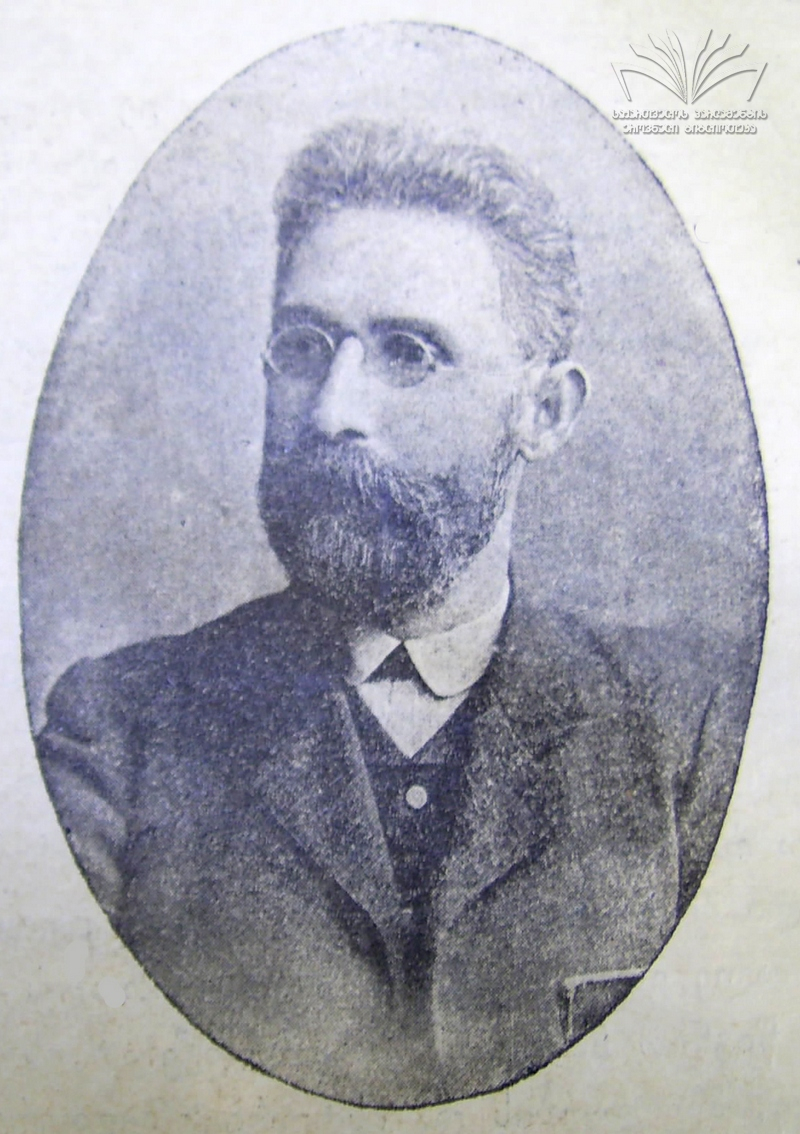
Silibistro Djibladze (1859-1922), doyen d'âge
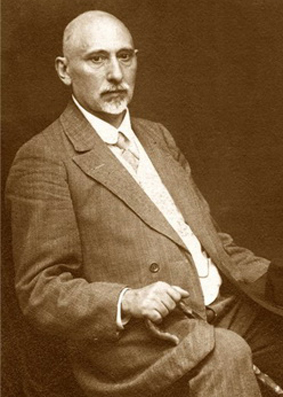
Ekvtimé Takhaïchvili (1863-1953), vice-président
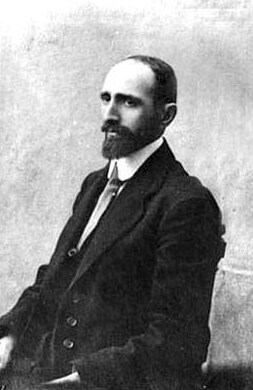
Noé Ramichvili (1881-1930), président du 1er gouvernement
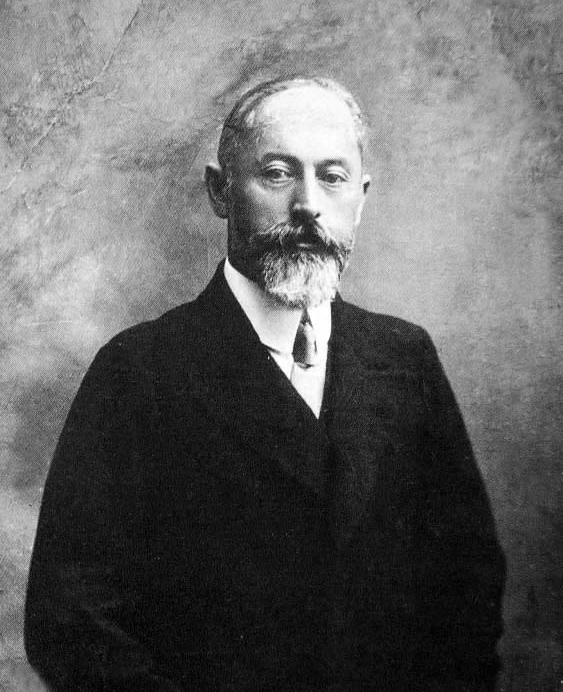
Noé Jordania (1868-1953), président des 2e et 3e gouvernements

Elles se déroulent du 14 au 17 février 1919. Quinze partis se présentent : le Parti social-démocrate (Mencheviks) obtient 109 sièges, le Parti national-démocrate 8 sièges, le Parti social-fédéraliste 8 sièges et le Parti social-révolutionnaire 5 sièges. Le 12 mars 1919, le doyen d'âge, Silibistro Djibladzé (1859-1922), ouvre la première session par un discours émouvant affirmant que c'est le plus beau jour de sa longue vie et fait élire à la présidence de l'assemblée Nicolas Tcheidze, social-démocrate, aux vice-présidences Ekvtimé Takhaïchvili, national-démocrate, et Samson Pirtskhalava, social-fédéraliste. L'Assemblée constituante réélit ensuite à la présidence du gouvernement Noé Jordania qui conduit un cabinet homogène social-démocrate. Lors des élections partielles tenues au printemps, quatre sièges sont attribués au Parti national géorgien et au Parti Dachnak. Le début de législature est marqué par l'absence de Nicolas Tcheidze, en mission à Paris, à la tête de la délégation géorgienne à la Conférence de la paix : il n'apparait ainsi sur aucune des photographies de l'époque. Les différents vice-présidents dirigent les débats parlementaires.

## Législature
Outre la commission constitutionnelle, différentes commissions parlementaires sont créées, agriculture, armée, arts, éducation, régions, santé, transport et travail. Durant son histoire de deux ans, l'assemblée adopte 126 lois, notamment sur la citoyenneté, les élections locales, la défense du pays, l'agriculture, le système législatif, les arrangements administratifs et politiques pour les minorités ethniques, un système national d'éducation et d'autres lois et régulations de la politique monétaire et fiscale, des chemins de fer géorgiens, du commerce et de la production domestique. Quelques années plus tard, en exil en France et en réponse à une personnalité française communiste qui critiquait le manque de démocratie de la République démocratique de Géorgie, un député social-démocrate de l'Assemblée constituante, David Charachidze, écrit afin de démontrer le contraire, dans un livre préfacé par Karl Kautsky: Désormais le président du Conseil des ministres — président du gouvernement utilisé habituellement — sera réélu chaque année. Le gouvernement n'est qu'une sorte de commission exécutive du pouvoir législatif.. Préoccupé par les difficultés intérieures (troubles dans les régions de Tskhinvali et de Soukhoumi) et extérieures (incursion des Armées blanches russes et des armées ottomanes sur le territoire géorgien, appel à l'armée allemande en juillet 1918, présence provisoire de l'armée britannique), le gouvernement met difficilement en place le programme progressiste envisagé.

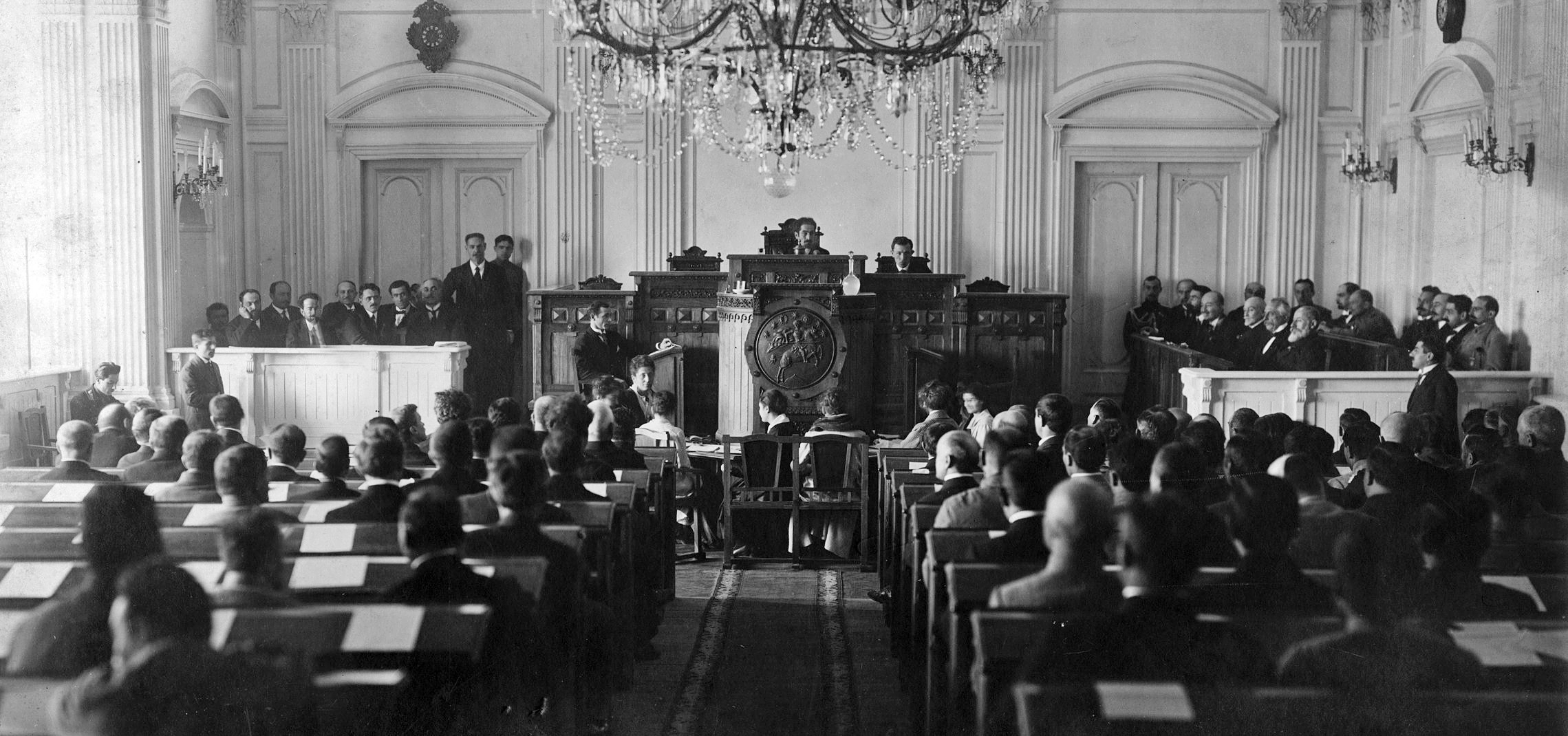
Séance inaugurale
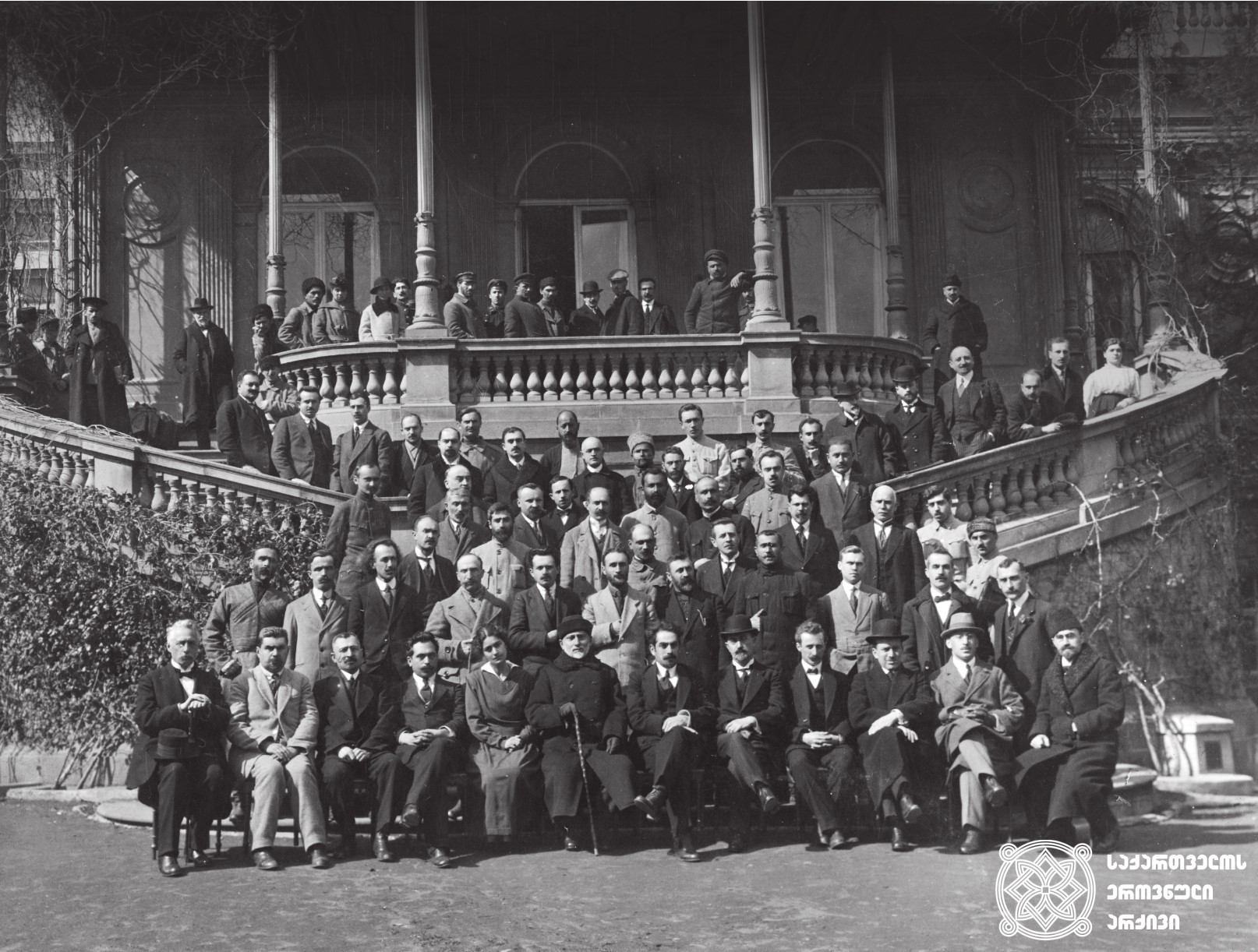
Photographie extérieure
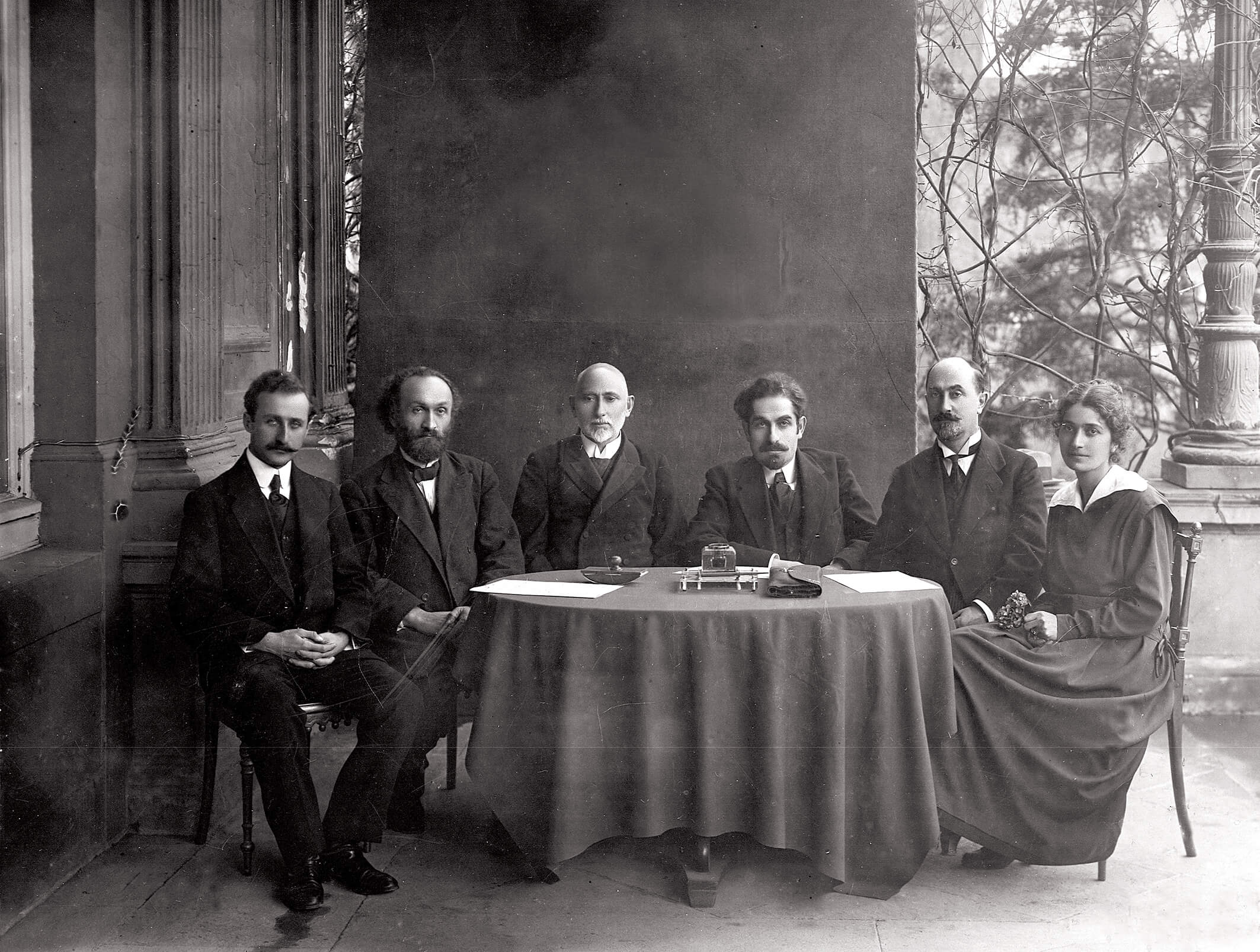
Commission parlementaire

Devant l'avancée de l'Armée rouge, parvenue aux portes de Tiflis, l'Assemblée constituante évacue le 25 février 1921 la capitale géorgienne pour rejoindre d'abord Koutaïssi puis Batoumi, où elle organise sa dernière session le 16 mars 1921, ordonnant au gouvernement Jordania de quitter le pays et de poursuivre le combat contre l'envahisseur à l'extérieur du pays. Le 24 mars 1921, le Comité révolutionnaire de Géorgie, une administration provisoire établie après la victoire de l'Armée rouge, à dominante bolchévique, déclare l'Assemblée constituante dissoute.

## Constitution

### Processus d'élaboration
L'élaboration d'une constitution a traversé l'esprit des progressistes de l'Empire russe avant la révolution russe de 1905. Parmi les différentes écoles géorgiennes qui s'affrontent deux dominent, les tenants d'une expérience parlementaire (parfois longue d'une décennie à Petrograd) ou d'une expérience exécutive (parfois courte à Tiflis au Haut Commissariat à la Transcaucasie ou à la République démocratique fédérative de Transcaucasie) et les tenants d'une idéologie souvent renforcée par l'exil.
Une première Commission constituante se met en place du 16 juin 1918 au 8 mars 1918 dans le cadre de l'assemblée parlementaire provisoire géorgienne; une seconde commission de 15 membres est élue par l'Assemblée constituante le 18 mars 1919. Elle est présidée par Rajden Arsénidzé, formé au droit à Iourev en Estonie, cadre du Parti social-démocrate géorgien et en proximité personnelle avec d'autres cadres dotés d'une expérience de pouvoir ; il a publié des textes à Tiflis, en 1917 dans lesquels il critique le bicamérisme et l'existence d'une présidence de la République. Ses compétences juridiques, sa proximité personnelle avec le président de l'Assemblée constituante et son ouverture d'esprit le prédestinent à cette responsabilité. Il est entouré de 7 autres sociaux-démocrates (dont le juriste Pavlé Sakvarélidzé qui prendra sa succession ), deux nationaux-démocrates (Spiridon Kedia et Georges Gvazava), deux sociaux-fédéralistes (Ioseb Baratachvili et Guiorgui Laskhichvili), un social-révolutionnaire (Ivane Gobetchia), un représentant du Parti national géorgien et un autre du Parti Dachnak.
Les membres de la commission s'inspirent des constitutions républicaines européennes existantes, et selon le professeur Beka Kantaria, de l'Université d'État de Tbilissi, plus particulièrement de l'acte constitutionnel de la République française du 25 février 1875, amendé en 1884, et accentuant le régime parlementaire. Rajden Arsénidzé a pleinement conscience qu'il doit préparer une constitution pour la République de Géorgie et non seulement une constitution sociale-démocrate destinée à recevoir le satisfecit de la 2e Internationale socialiste ; même si les aspects sociaux de la constitution sont longuement et largement débattus au sein de la commission, il veille à ce que les aspects souverainistes (relevant de la nation géorgienne) et particulièrement analysés par les deux représentants nationaux-démocrates, soient proposés en bonne place ; à l'opposé il adopte le principe du referendum d'initiative populaire plus proche des concepts sociaux-révolutionnaires que des concepts sociaux-démocrates, acceptant ainsi un pas vers la démocratie directe.
Un premier projet est publié en juillet 1920: la presse politique, riche en titres mais pauvre en tirages, s'en empare et les esprits s'enflamment. Il est amendé et présenté à l'Assemblée constituante en novembre 1920 : la ratification définitive a lieu le 21 février 1921. La Constitution est imprimée pour la première fois à Batoumi dans l'atelier de Nestor Khvingia.

### Principes
Elle affirme, dans le cadre d'un état de droit, la souveraineté de la nation, les droits de l'homme et du citoyen, la séparation des pouvoirs (législatif, exécutif et justice) et certains éléments de démocratie directe ; elle comporte 17 chapitres et 149 articles,.
En 2009, Malkhaz Matsaberidze écrit L'institution du président de la République était considérée comme inappropriée pour le développement de la démocratie. Afin de prévenir des crises parlementaires et de garantir une gestion stable de l'état entre les sessions parlementaires, il était convenu d'élire le chef de gouvernement pour un délai d'un an. En 2011, lors du colloque organisé à Batoumi à l'occasion du 90e anniversaire du vote de la Constitution, Nugzar Futkaradze — professeur en sciences humaines à l'Université d'État Chota Roustavéli de Batoumi — souligne la dominante majeure des textes La constitution de 1921 a pris en compte des orientations progressistes particulièrement importantes, notamment la définition de la couverture des droits de l'homme et l'établissement de limites pour y porter atteinte : les obligations constitutionnelles prévues pour l’État pourraient être exagérées, mais il est impossible de le certifier par manque de pratique, et Avtandil Demetrashvili — professeur de droit constitutionnel à l'Université d'État de Tbilissi — critique une séparation des pouvoirs fictive, dans la mesure où la Constitution est construite autour d'une suprématie du Parlement dans les trois domaines, législatif, exécutif et judiciaire.

### Aspects souverainistes
Ils apparaissent dans les 6 premiers articles. La notion de nation est rémanente dans de nombreux articles, en particulier dans ceux qui traitent de la nationalité géorgienne (articles 12 à 14).

### Aspects législatifs
La constitution instaure un régime parlementaire, sans présidence de la République : l’organe représentatif de la République géorgienne est le Parlement de Géorgie, composé des députés élus au suffrage universel, égal, direct, secret et proportionnel.

### Aspects exécutifs
Le gouvernement  est responsable devant le Parlement : le président de gouvernement est élu pour une durée d’un an et le même président de gouvernement ne peut être réélu plus d’une fois de suite.

### Aspects judiciaires
La Cour suprême de justice (dite Sénat) est élue par le Parlement : elle joue le rôle de Cour de cassation , et de Conseil constitutionnel dans une certaine mesure, Le Sénat supervisera le respect et la défense des lois et assurera l'adhésion stricte à celles-ci par tous les organes de gouvernement; il sera un tribunal d'appel, mais aussi un pouvoir de révocation des décisions gouvernementales et des tribunaux contraires à la loi.

### Éléments de démocratie directe
Le référendum d’initiative populaire est possible à partir de la demande de 30 000 électeurs.

## Héritage
En novembre 1990, le régime présidentiel mis en place par Zviad Gamsakhourdia ne s'appuie pas sur la constitution de la République démocratique de Géorgie. Le 21 février 1992, le Conseil militaire, qui prend le pouvoir à sa suite, rétablit officiellement la constitution du 21 février 1921, bien que certaines dispositions ne puissent être maintenues en l'état. Le 16 février 1993, Edouard Chevardnadze, chef d'État transitoire, lance une importante réforme constitutionnelle qui est votée le 24 août 1995. L'accentuation vers un régime présidentiel entamée en 2004 sous l'impulsion de Mikheil Saakachvili, le retour vers un régime parlementaire — avec maintien d'une présidence de la république — effectué à partir de 2012 sous l'impulsion de Bidzina Ivanichvili, et les expertises internationales (en particulier celle de la Commission de Venise) ont conduit à un renouvellement complet de la Constitution de la République de Géorgie.